# Flammerécourt
 Flammerécourt  es una población y comuna francesa, en la región de Champaña-Ardenas, departamento de Alto Marne, en el distrito de Saint-Dizier y cantón de Doulevant-le-Château.

## Demografía
| 88 | 83 | 73 | 70 | 64 | 62 |
| Para los censos de 1962 a 1999 la población legal corresponde a la población sin duplicidades (Fuente: INSEE [Consultar]) |    |    |    |    |    |